# Noor Debouck
Noor Debouck (9 juni 2005) is een Belgisch volleybalster. Haar positie is libero.

## Levensloop
Debouck begon met volleyballen bij Vlamvo Vlamertinge. Sinds 2021 komt ze uit voor Asterix Avo Beveren. Met deze club won ze in seizoen 2022-'23 en 2023-'24 zowel de landstitel als de Beker van België.
Daarnaast is ze actief bij de nationale ploeg. Met de Yellow Tigers nam ze onder meer deel aan het Europees kampioenschap van 2023.